# Léon Epin
Théodore Léon Epin (Ceintrey, 30 d'octubre de 1858 - Montfermeil, 3 de juliol de 1928) va ser un tirador amb arc francès que va competir a cavall del segle xix i el segle xx.
El 1920 va prendre part en els Jocs Olímpics d'Anvers, on va disputar tres proves del programa de tir. Guanyà la medalla de plata en les proves de tir a l'ocell mòbil, 50 m. per equips i ocell mòbil, 33 m. per equips, i la de bronze en la de tir a l'ocell mòbil, 28 m. per equips.